# Rhyacichthys
Rhyacichthys es un género de peces de la familia Rhyacichthyidae. Fue descrito por el biólogo belga George Albert Boulenger en 1901.

## Especies
- Rhyacichthys aspro (Valenciennes, 1837)
- Rhyacichthys guilberti (Dingerkus y Séret, 1992)
- Rhyacichthys pawnee (Swanson y Knope, 2012)